# Carl Gustaf Florin
Carl Gustaf Florin, född 11 september 1895 i Visby, död 30 september 1920 i Stockholm, var en svensk filmfotograf
Han anställdes vid Svenska Bio 1915 för att övergå till Hasselbladsfilm i Göteborg 1916, för att så småningom när Hasselbladsfilm gick upp i det nystartade Filmindustriaktiebolaget Skandia återvända till Stockholm. Han skadades allvarligt i en bilolycka 1 september 1920, och intogs på Sabbatsbergs sjukhus i Stockholm, där han avled.

## Filmfoto i urval
- 1924 – Herr Vinners stenåldersdröm
- 1921 – Ryggskott
- 1921 – Lev livet leende
- 1920 – Trollsländan
- 1920 – Ombytta roller
- 1920 – De läckra skaldjuren
- 1919 – Surrogatet
- 1919 – Ett farligt frieri
- 1919 – Löjtnant Galenpannas sista växel
- 1918 – Spöket på Junkershus
- 1918 – Mästerkatten i stövlar
- 1917 – Löjtnant Galenpanna
- 1917 – Förstadsprästen
- 1917 – Revelj
- 1917 – Ett konstnärsöde
- 1917 – Mellan liv och död
- 1917 – I mörkrets bojor
- 1916 – Vägen utför
- 1916 – Kärleken segrar
- 1916 – Trägen vinner eller Calle som skådespelare
- 1916 – Nattens barn
- 1916 – Svartsjukans följder
- 1916 – Aktiebolaget Hälsans gåva
- 1916 – Kärlekens irrfärder
- 1916 – Calle som miljonär
- 1916 – Calles nya kläder
- 1916 – Ålderdom och dårskap
- 1916 – På detta numera vanliga sätt
- 1915 – Kampen om en Rembrandt
- 1915 – Hjälte mot sin vilja